# Лекарственные средства с недоказанной эффективностью

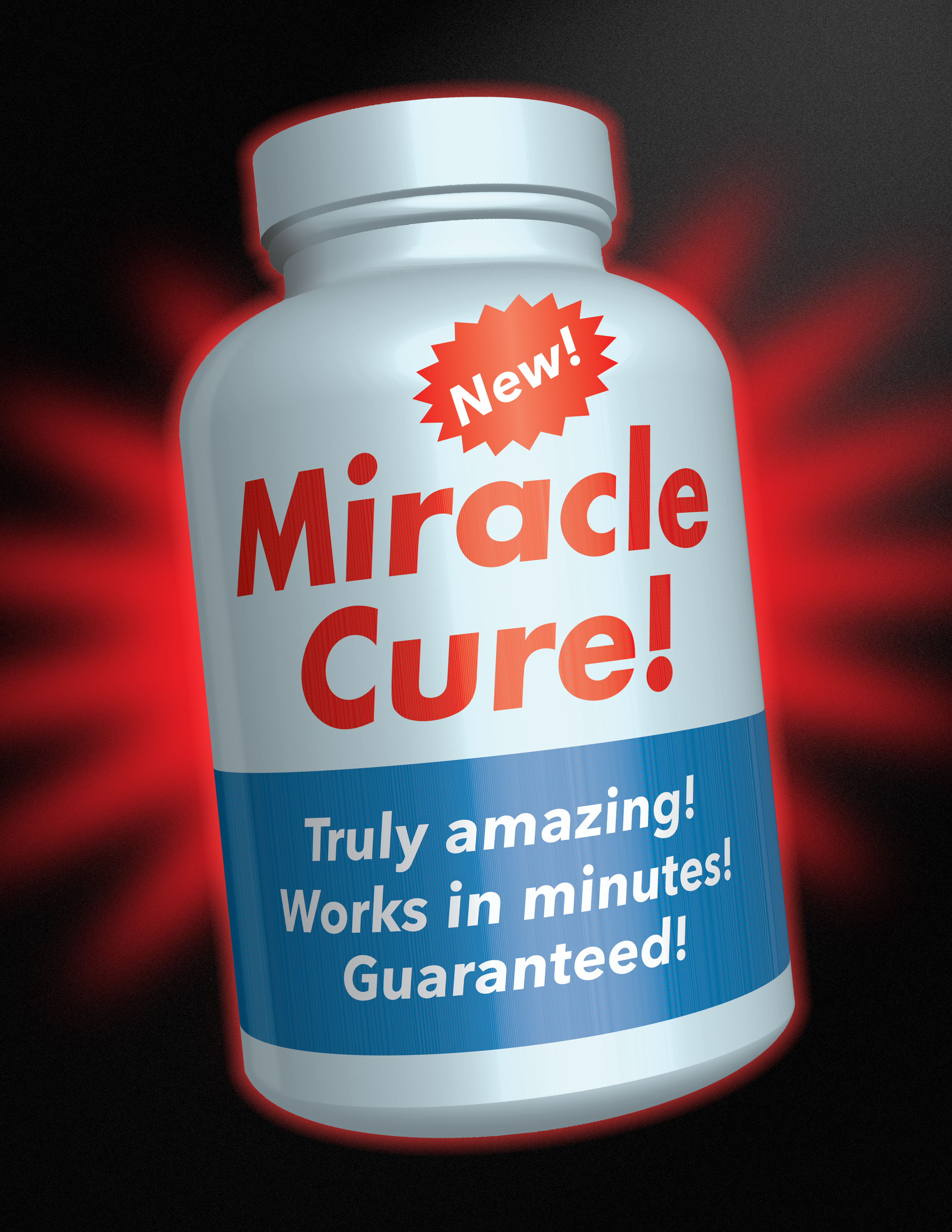
Фальшивое лекарство «Чудесное исцеление!»

Лека́рственные сре́дства с недока́занной эффекти́вностью (в просторечии называются фуфломици́нами) — лекарственные средства, не имеющие доказательной базы на уровне мировых стандартов. Немалое количество этих препаратов широко применяется в России и других странах бывшего Советского Союза.
В США и Евросоюзе более жёсткая система оценки эффективности и безопасности лекарств: лекарственные средства подвергаются тщательному изучению и проходят несколько этапов проверок. Однако некоторые из препаратов с недоказанной эффективностью широко продаются и на Западе — например, в США это в первую очередь гомеопатические средства и биологически активные добавки.

## Общая ситуация
Согласно принципам доказательной медицины, эффективность лекарственного средства должна доказываться не сама по себе, а в сопоставлении с уже существующим методом лечения или с плацебо, при этом должно проводиться двойное слепое рандомизированное контролируемое испытание. Выборка для доказательства наличия у препарата терапевтического эффекта должна быть очень большой. Данные рандомизированных контролируемых испытаний обобщаются в систематических обзорах с выполненным вторичным анализом данных (метаанализом), такого рода обобщающие исследования находятся наверху иерархии доказательности. В отличие от рандомизированных контролируемых испытаний, когортные исследования и исследования «случай-контроль» не могут рассматриваться как надёжный источник информации об эффективности лечения.
Препараты с недоказанной эффективностью не проходили достаточно качественных исследований. Член Общества специалистов доказательной медицины (президент в 2008—2017 годы, вице-президент с 2017 года) автор монографий о доказательной медицине и эпидемиологии доктор медицинских наук профессор Василий Власов отмечал в связи с этим:
Идея, что эффективность и безопасность лечения должны быть убедительно доказаны, даже в США стала распространяться только в 1990-е годы. Правда, сейчас на Западе ни один препарат не выходит на рынок, если он не прошел рендомизированных контролируемых испытаний, есть четкие требования к количеству пациентов, на которых проводят клинические испытания, и так далее. Российский закон говорит только, что лекарства разрешаются к использованию на основании экспертного анализа научных данных. Качество этих научных данных никак не прописано.
Василий Власов утверждает также, что, поскольку российское законодательство не требует от Минздрава разрешать к применению лишь препараты, прошедшие рандомизированные контролируемые испытания, Минздрав периодически разрешает к применению российские препараты на основании крайне слабой доказательной базы — «в результате в обращении в России оказываются препараты, которые за рубежом никто не знает и знать не хочет, поскольку общепринятых доказательств их эффективности и безопасности нет».
Медицинский журналист Карен Шаинян указывал, что у препаратов с недоказанной эффективностью «много общего: авторитетный покровитель (академик или чиновник Минздрава), широкая рекламная кампания, ареал распространения в пределах России и бывшего Советского Союза, отсутствие доказательной базы на уровне мировых стандартов».
В 2019 году врач, журналист и популяризатор науки Пётр Талантов отмечал, что, хотя в последние годы процедура проверки новых лекарственных средств ужесточалась, требования к дизайну клинических испытаний, необходимых для регистрации, в России по-прежнему мягче, чем в Евросоюзе, США и других развитых странах. Кроме того, в статье Петра Талантова и его соавторов, опубликованной в 2021 году в журнале BMC Medical Ethics, говорится, что публикации результатов клинических исследований в российских журналах часто не соответствуют общепринятым стандартам и содержат признаки этических и научных нарушений, а также что исследования, в которых не проводилась рандомизация, порой регистрируются как рандомизированные.
Проблема лекарственных средств с недоказанной эффективностью существует и в ряде других стран бывшего СССР (например, на территории Украины, где, как и в России, продаётся много таких препаратов). Хотя на Украине требования к лекарствам при их регистрации постепенно ужесточались, в прошлом они были недостаточно строгими, из-за чего регистрацию прошло множество сомнительных препаратов. Большинство лекарственных средств на Украине можно купить без рецепта, что приводит к частому самолечению, самоназначению препаратов с учётом телерекламы и советов провизоров, нередко сотрудничающих с фармкомпаниями; отсюда широкая распространённость препаратов с недоказанной эффективностью.
В отличие от стран бывшего СССР, в США и Евросоюзе жёсткая система оценки эффективности и безопасности лекарств — лекарственные средства подвергаются тщательному изучению и проходят несколько этапов проверок. Считается, что базы лекарственных средств, зарегистрированных в США и ЕС (такие базы размещены на сайтах регуляторных органов FDA или EMA), содержат обычно лишь лекарства с доказанной эффективностью, как и Ориентировочный список жизненно необходимых лекарственных средств ВОЗ. Однако некоторые из препаратов с недоказанной эффективностью широко продаются и на Западе — например, в США это в первую очередь гомеопатические средства. FDA (Управление по контролю качества продуктов и лекарств США) подвергает критике деятельность компаний, продающих гомеопатические препараты, но при этом FDA недостаточно последовательно в своих запретах продажи и рекламы гомеопатии, благодаря чему гомеопатические средства широко присутствуют на рынке. В ряде стран позиции гомеопатов очень сильны — в частности, в Германии гомеопатия является широко популярной, и в Великобритании она пользуется большой поддержкой государства. В 2018 году исследование, охватившее 150 аптек Монреаля, показало, что две трети из них имеют в наличии оциллококцинум, несмотря на то, что этот препарат как не содержащий действующего вещества не может обладать терапевтическим действием.
Кроме того, на Западе существует также и проблема ложноположительных результатов, полученных в клинических испытаниях, проблема некачественных клинических испытаний и мошенничества. Например, анализ 2003 года показал, что в исследованиях, спонсируемых фармацевтическими компаниями, в пять раз чаще приходят к выводу об эффективности и безопасности препаратов, чем в исследованиях с иными источниками финансирования. Хотя случаи прямого подлога — например, сфальсифицированные данные о пациентах (их именах, датах рождения, результатах лабораторных анализов и пр.) — встречаются редко, тем не менее существует много способов немного «поправить» результаты исследования, и случаи такого рода встречаются часто. Ещё чаще, чем в западных странах, манипуляция данными клинических испытаний встречается в Китае и в России.
Частой проблемой также является применение лекарственных препаратов по показаниям, не утверждённым государственными регулирующими органами (офф-лейбл). Один из основателей «Кокрановского сотрудничества», автор многочисленных систематических обзоров клинических испытаний Петер Гётше упоминал в связи с этим, что, «когда лекарства продают для использования по неутверждённым показаниям, мы не знаем, являются ли они эффективными или же потенциально опасны», поэтому такую практику характеризуют «как использование граждан в качестве подопытных морских свинок в больших масштабах без их информированного согласия»:66.

## Группы препаратов с недоказанной эффективностью
К данным препаратам относят, в частности:
- Гомеопатические средства[1][13][14][15] (например, оциллококцинум[14][15][16], траумель С[17]), в том числе релиз-активные препараты[13][18] (анаферон[15][19][20][21], эргоферон[19][21][22], импаза, тенотен, субетта[19][21], пропротен-100 и др.[19]). Теоретическое обоснование гомеопатического принципа не соответствует научным представлениям о функционировании здорового и больного организмов, а осуществлённые клинические испытания гомеопатических препаратов не выявили разницы между эффектом гомеопатических лекарств и плацебо[23][24][25]. Например, систематический обзор 11 систематических обзоров клинических испытаний действия гомеопатических препаратов, результаты которого были опубликованы в British Journal of Clinical Pharmacology[англ.], показал, что гомеопатические препараты не эффективнее плацебо[23]. Авторы метаанализа, опубликованного в 2005 году в журнале «The Lancet», сделали вывод о том, что клиническая польза приёма гомеопатических препаратов обусловлена эффектом плацебо[24]. Всемирная организация здравоохранения предостерегает от гомеопатического лечения инфекционных и любых других серьёзных заболеваний[26]. Большое число профессиональных медицинских и общенаучных организаций открыто выражают негативное отношение к гомеопатии по причине отсутствия доказательств её эффективности (см. Гомеопатия#Позиция научных организаций).
- Иммуномодуляторы[1][15][27][28][29] и иммуностимуляторы[1][15][28] (например, кагоцел[1][15], полиоксидоний[1], т-активин, тималин, тимоген[30]). В отличие от избирательной стимуляции иммунной системы (прививки), польза которой несомненна, неизбирательную стимуляцию иммунной системы ряд специалистов подвергает критике. Отмечается, что польза неспецифических иммуностимуляторов очень сомнительна, а вред здоровью они могут нанести серьёзный — например, привести к такому заболеванию, как лимфолейкоз[30]. Кандидат медицинских наук член Американской медицинской ассоциации главный врач московской городской клинической больницы № 71 Александр Мясников указывал, что «на самом деле все то, что у нас так агрессивно рекламируется как лекарство для повышения иммунитета — это маркетинговый ход, который только обогащает фармакологические компании. К примеру, за рубежом ни одно из этих лекарств не зарегистрировано и хождения не имеет. Никаких иммуномодуляторов за рубежом не существует»[31]. По словам главного клинического фармаколога Петербурга Александра Хаджидиса, «практически нет лекарств-иммуностимуляторов, которые бы отвечали своему названию. В их аннотациях много „чудесных“ вещей. Там не описаны механизмы действия, как лекарство выводится и так далее»[32]. Хаджидис также отмечает, что, за исключением действительно тяжело больных людей с дефектами иммунитета, «сама концепция „сниженного иммунитета“, употребляемая в обиходе применительно к большей части населения, и возможность „его повышения“ — искажённое упрощение знаний о сложной, многогранной, тонкой системе иммунитета»[15]. В. Власов утверждает, что «ни один из „стимуляторов иммунитета“, вроде левамизола, тималина, амиксина — их множество на русском рынке — не имеет убедительных доказательств полезности»[33]. Доктор медицинских наук профессор председатель Московского городского научного общества терапевтов Павел Воробьёв указывает, что «в мире никто не знает про препараты, стимулирующие иммунитет»[29]. По словам врача-педиатра кандидата медицинских наук писателя и телеведущего Евгения Комаровского, суть неспецифических иммуностимуляторов «только одна: они очень сильно укрепляют благополучие тех, кто их производит, продает, рекламирует и так далее»[34].

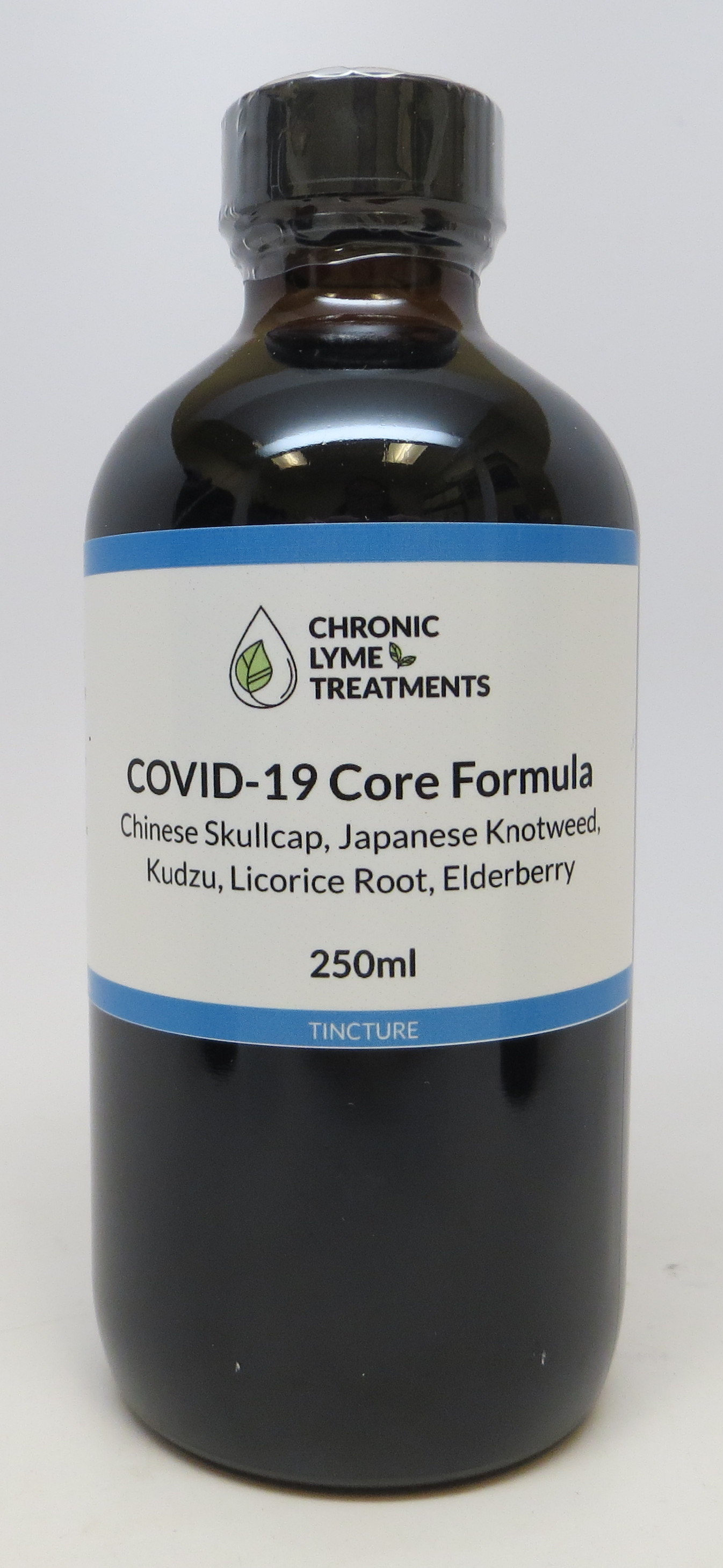
Препарат, незаконно продаваемый как средство профилактики, диагностики и лечения COVID-19. Фотография, опубликованная FDA с предупреждением о неэффективных и потенциально небезопасных препаратах

- Ряд противовирусных препаратов[1][27] (например, арбидол[1][35], амиксин[1], кагоцел[6]). Некоторые из противовирусных препаратов с недоказанной эффективностью считаются также иммуномодулирующими или иммуностимулирующими препаратами. Декларируемый механизм действия ряда российских противовирусных препаратов заключается в том, что они стимулируют выработку в организме интерферонов, и все эти препараты не имеют доказательств эффективности, полученных в качественных исследованиях[6]. Как отмечает Павел Воробьёв, эффективность большей части противовирусных препаратов, используемых в России, не доказана[36]. По словам Василия Власова, «идея стимуляции иммунитета вообще и стимуляции выработки интерферонов в частности для борьбы с вирусами принадлежит середине 20 века и в разработке противовирусных средств в западных фармкомпаниях не используется»[6].
- Ряд гепатопротекторов[27][37] (например, эссенциале[31][35], карсил[17], экстракт артишока[38], глицирризин, масло семян тыквы, препараты, полученные из экстракта печени крупного рогатого скота[37]). Эффективность многих популярных и давно используемых гепатопротекторов не доказана в клинических испытаниях, к тому же некоторые из них потенциально опасны и могут оказывать гепатотоксическое действие[37]. За пределами стран бывшего СССР термин «гепатопротекторы» не применяется[38]. В частности, рандомизированные плацебо-контролируемые испытания показали, что эссенциальные фосфолипиды (разновидность гепатопротекторов) оказывают не больше положительного влияния на функцию печени, чем плацебо. Кроме того, было установлено, что при острых и хронических вирусных гепатитах эссенциальные фосфолипиды противопоказаны, поскольку они могут способствовать усилению холестатического синдрома и увеличению цитолиза. В качестве лекарственных препаратов эссенциальные фосфолипиды зарегистрированы лишь в странах СНГ, а за пределами СНГ они представлены на рынке только в качестве БАДов[39].
- Хондропротекторы[27][40][41]. Представляют собой группу препаратов, применяющихся для лечения и улучшения функций повреждённых суставов при остеоартрозе (остеоартрите); эта группа препаратов включает хондроитин, глюкозамин и гиалуроновую кислоту. Из-за отсутствия эффекта при лечении остеоартрита (эффект на уровне плацебо) профильные зарубежные научные медицинские организации рекомендуют отказаться от применения хондроитина, глюкозамина и внутрисуставных инъекций гиалуроновой кислоты[40][41].
- Ноотропы (например, пирацетам, ГАМК, гопантеновая кислота, фенибут, глицин, церебролизин, кортексин). Наличие у ноотропов терапевтического эффекта не доказано, в США и Западной Европе они не применяются[42].
- Биологически активные добавки (БАДы). Согласно законодательству, они являются пищей, а не лекарствами; стандартов их производства не существует[35]. БАДы не проходят клинических испытаний, их эффективность и безопасность как лечебных и профилактических средств ничем не подтверждена[43]. Контроль качества БАДов сводится только к оценке их безопасности как пищевых продуктов, в действительности же БАДы часто являются опасными для здоровья (содержат сильнодействующие вещества, в некоторых случаях даже наркотики или психотропные средства)[35]. Многие биологически активные добавки в действительности не содержат ингредиентов, указанных на этикетке, а некоторые добавки содержат не указанные на этикетке ингредиенты[44]. К категории биологически активных добавок относятся в том числе фитопрепараты, которые часто не имеют чётких стандартов качества и могут содержать немалое количество, порой сотни активных ингредиентов[44], а также часто содержат неофициально настоящие лекарства, загрязнены тяжёлыми металлами и другими токсичными веществами; растительные компоненты в составе этих препаратов могут заменяться более дешёвыми компонентами, чем обозначено на этикетке (например, люцерной)[45]. По данным, опубликованным в 2015 году в «Медицинском журнале Новой Англии», приблизительно 23 000 посещений отделений неотложной помощи в США ежегодно связаны с побочными эффектами, обусловленными приёмом биологически активных добавок[4]. Кроме того, БАДы могут взаимодействовать с одновременно принимаемыми лекарствами — например, снижая их эффект, повышая риск побочных действий и т. п.[44]

## Отдельные препараты с недоказанной эффективностью
Актовегин (депротеинизированный диализат из крови телят) применяется при лечении множества заболеваний, включая нарушения периферического и мозгового кровообращения, ожоги, заживление ран, радиационное повреждение и диабетическую полинейропатию. На 2022 год нет доказательств клинической эффективности актовегина, при этом есть данные о возможном негативном влиянии препарата на рецидив заболевания. В 2022 году опубликован систематический обзор клинических исследований актовегина, в прошедших отбор по критериям соблюдения научной методологии общее число участников исследований составило 3879 пациентов, среди которых 720 получали актовегин. В исследованиях, включённых в обзор, не было выявлено никаких убедительных доказательств улучшения выживаемости, качества жизни, ослабления неврологических симптомов, повышения активности в повседневной жизни или уменьшения инвалидности. Единственное исследование, показавшее некоторые улучшения по шкале ADAS-cog+ оценки болезни Альцгеймера (когнитивная подшкала, расширенная версия), не даёт оснований утверждать о клинической эффективности препарата. В одном исследовании выявлена более высокая частота повторного ишемического инсульта, транзиторной ишемической атаки или внутримозгового кровоизлияния у пациентов, принимавших актовегин, по сравнению с пациентами, принимавшими плацебо.
Кортексин является выжимкой головного мозга крупного рогатого скота и свиней. Предполагаемый механизм его действия недостаточно ясен, и качественных доказательств его эффективности и безопасности не существует. Например, в одном из исследований его действия участвовало 272 человека — выборка, относительно большая по российским, но малая по мировым стандартам. В этом исследовании пациентов разделили на три группы, две из которых получали кортексин, а третья — плацебо, и смертность в группах, получавших кортексин, оказалась выше, чем в группе плацебо: 2,9 % и 4,2 % против 0 %; число осложнений среди пациентов, принимавших кортексин, тоже оказалось выше. Возможно, что эти различия являются случайными и что они связаны с недостаточной статистической мощностью, обусловленной малым количеством участников. Более крупные клинические испытания и длительные наблюдательные исследования, которые могли бы подтвердить или исключить этот риск, отсутствуют. В 2016 году обзор исследований кортексина показал, что выраженные различия дизайна клинических испытаний, различия их качества и крайняя неоднородность опубликованных результатов испытаний не позволяют провести метаанализ и систематизировать имеющиеся данные, чтобы сделать вывод по поводу эффективности препарата. Как утверждается в той же публикации, метааналитические исследования и систематические обзоры, в которых обобщались бы данные о действии кортексина, отсутствуют.
Также в этой публикации отмечалось, что отсутствуют метааналитические исследования и систематические обзоры и по другому нейропротектору — целлексу, а различия дизайна клинических испытаний, их качества и крайняя неоднородность опубликованных данных не позволяют провести метаанализ для систематизации данных об эффективности этого препарата.
Винпоцетин (кавинтон) — препарат, который, по утверждению производителя, корректирует нарушения мозгового кровообращения. В частности, его применяют для лечения острого инфаркта головного мозга. Метаанализ опубликованных исследований острого инсульта, изучающих краткосрочные и долгосрочные показатели летальности при приёме винпоцетина, продемонстрировал отсутствие клинического эффекта от его применения. В резолюции заседания президиума Формулярного комитета РАМН РФ от 16 марта 2007 года винпоцетин признан «устаревшим препаратом с недоказанной эффективностью». Препарат не был допущен на рынок США ввиду недоказанной медицинской эффективности, а также был запрещён в Канаде, Австралии и Новой Зеландии ввиду «недоказанной лечебной эффективности» и высокой вероятности побочных эффектов.
Пирацетам — ноотропное лекарственное средство, исторически первый (синтезирован в 1964 году) и основной представитель данной группы препаратов, считается одним из важнейших в ней. Большинство испытаний пирацетама проводилось много лет назад, и в них не использовались методы, которые в настоящее время считались бы стандартными. В некоторых исследованиях сделано предположение, что пирацетам может приносить некоторую пользу, но в целом доказательств эффективности его применения при деменции или когнитивных нарушениях, не вызванных деменцией, недостаточно. Кокрановский обзор 2004 года, охвативший 24 исследования и 11 959 участников, показал, что пирацетам не эффективнее плацебо в отношении улучшения когнитивных функций при различных типах деменции и при когнитивных нарушениях, не соответствующих диагностическим критериям деменции. В 2008 году рабочая группа Британской академии медицинских наук отметила, что во многих испытаниях пирацетама при деменции были обнаружены ошибки. В публикации в журнале CNS Drugs в 2017 году отмечалось, что доказательства пользы пирацетама при сосудистой деменции отсутствуют. Рандомизированное многоцентровое плацебо-контролируемое исследование PASS (Piracetam in Acute Stroke Study) показало отсутствие эффективности пирацетама в лечении острого ишемического инсульта. Выявленные результаты применения пирацетама аналогичны действию плацебо. Однако в данном исследовании начало терапии осуществлялось в первые 12 часов от начала инсульта, а при дополнительном анализе было обнаружено, что положительный эффект пирацетама всё же проявляется в подгруппе пациентов с более ранним (до 7 часов) началом терапии при среднетяжёлом и тяжёлом течении инсульта. По данным кокрановского обзора 2012 года, доказательства пользы пирацетама при остром ишемическом инсульте отсутствуют.
Церебролизин позиционируется производителем как ноотропное средство, комплексный препарат с нейротрофической активностью, предлагается для использования при лечении больных с различными неврологическими заболеваниями, такими как ишемический и геморрагический инсульты, сосудистая деменция, болезнь Альцгеймера. Препарат широко используется в России, Китае, других азиатских и постсоветских странах. Кокрановские систематические обзоры не нашли достаточных доказательств в поддержку применения церебролизина при остром ишемическом инсульте. Метаанализ 2007 года не обнаружил достаточных доказательств положительного влияния церебролизина на когнитивные функции и повседневную активность при болезни Альцгеймера, а согласно кокрановскому обзору 2019 года, доказательства эффективности церебролизина у пациентов с сосудистой деменцией являются слабыми.
Фенибут — препарат, позиционирующийся как анксиолитическое и ноотропное средство, — применяется при различных расстройствах, включая тревожность, бессонницу, посттравматическое стрессовое расстройство, депрессию, заикание, нервные тики, расстройства дефицита внимания и вестибулярные расстройства. Исследования препарата проводились в основном на животных, а объективные доказательства эффективности у человека отсутствуют. Также существуют сообщения о токсичности препарата. Зарегистрированным лекарственным средством является только в России. В США как лекарственное средство не зарегистрирован, но распространялся как биологически активная добавка, в том числе в составе продуктов, помогающих уснуть, однако FDA явно обозначило, что фенибут не удовлетворяет критериям биологически активных добавок. По данным Департамента здравоохранения Австралии, препарат преимущественно используется как рекреационное психоактивное вещество, при прекращении приёма может вызывать абстинентный синдром, а передозировка может вызывать угрожающие жизни последствия.
Фабомотизол (афобазол) — анксиолитическое лекарственное средство, известное преимущественно в России и других странах бывшего СССР, в западных странах оно не продаётся и не назначается. В публикации 2012 года отмечалось, что рандомизированные контролируемые испытания по оценке эффективности фабомотизола при тревожных расстройствах отсутствуют и это существенно ограничивает его доказательную базу.
Полиоксидоний (азоксимера бромид) разработан был в 1980-е годы в качестве адъюванта в составе вакцин, а как «иммуномодулятор» был зарегистрирован в 1990-е годы. В 2020 году главный фармаколог Петербурга Александр Хаджидис отмечал, что исследований действия полиоксидония существует немало, но все они исключительно экспериментальные, то есть качественных клинических испытаний препарата нет.
Биопарокс (фузафунгин) — популярный аэрозоль для местного применения, полипептидный антибиотик. Согласно данным кокрановского обзора о применении антибиотиков при остром ларингите, использование фузафунгина (в том числе в сочетании с кларитромицином) обладает достоверно (p = 0,04, 0,05) выраженным эффектом лишь на срок 5 суток по сравнению с отсутствием лечения, но не даёт каких-либо эффектов на 8-й и 28-й день (по данным одного российского клинического испытания на 145 пациентах). Авторы обзора отметили невысокое качество исследований; вывод авторов гласит, что использование фузафунгина при остром ларингите не приводит к каким-либо объективным улучшениям. По данным EMA, не существует исследований, показавших какую-либо эффективность фузафунгина, по запросу AIFA был запущен процесс пересмотра безопасности и эффективности аэрозолей с фузафунгином. Комитет по оценке рисков Европейского медицинского агентства (PRAC EMA), проведя обзор данных применения этого антибиотика, на основании анализа всей доступной информации сделал заключение, что польза его применения не превышает риск развития нежелательных реакций. Координационная группа по взаимному признанию и децентрализованной процедуре Европейского медицинского агентства (CMDh EMA) единогласно одобрила решение комитета аннулировать регистрационное удостоверение фузафунгина.
Арбидол (умифеновир), один из самых популярных и продаваемых препаратов в России, в действительности является малоисследованным препаратом, эффективность его применительно к пациентам с простудными заболеваниями не доказана, в том числе не доказана его эффективность при гриппе. Клинические испытания арбидола проводились, в том числе и на таких клинических базах, как НИИ гриппа, но их недостаточно, чтобы утверждать с высокой степенью достоверности, что эффективность и безопасность арбидола доказана. В опубликованной в 2014 году обзорной работе исследователи отметили, что, несмотря на двадцатилетнюю историю применения в России и восьмилетнюю в Китае, данные по умифеновиру до сих пор «противоречивы» (нет достоверных доказательств эффективности). FDA отказалось регистрировать арбидол как лекарственное средство.
Фавипиравир — противовирусный препарат, неэффективность которого при COVID-19 была показана в проводившихся в 2020 году в Японии клинических испытаниях, — был ещё до этих клинических испытаний быстро зарегистрирован в РФ для лечения COVID-19, и его, как указывает Василий Власов, «стали закупать за сумасшедшие деньги у двух производителей и применять для лечения коронавирусной инфекции без научных оснований». При этом данный препарат является тератогенным: при применении у беременных вызывает уродства и смерть плода. Согласно данным систематического обзора и метаанализа 2021 года, не существует доказательств эффективности фавипиравира при COVID-19 по критериям сокращения летальности и риска ИВЛ. Не доказана и эффективность препарата при применении его для лечения других вирусных инфекций.
Триазавирин (метилтионитрооксодигидротриазолотриазинид натрия) относят к противовирусным препаратам. Качественных исследований, удовлетворяющих стандартам доказательной медицины, для этого препарата не существует.
Кагоцел — один из самых продаваемых в розницу препаратов в РФ. В базе данных международных научных публикаций PubMed число статей, посвящённых этому препарату, в сотни и тысячи раз меньше, чем число статей о препаратах с доказанной противовирусной активностью, что косвенно свидетельствует о неэффективности кагоцела. По словам врача-терапевта кандидата медицинских наук Ярослава Ашихмина, «никаких данных качественно проведенных рандомизированных исследований по „Кагоцелу“ нет. Ключевые работы по тестированию этого препарата нигде не опубликованы. На мой взгляд, он неэффективен при лечении не только коронавируса, но и любых других вирусных инфекций». Того же мнения придерживается и Василий Власов, отмечающий, что данные о рандомизированных контролируемых исследованиях кагоцела в международных источниках отсутствуют, а в российских журналах упоминаются только два таких исследования, причём низкокачественных (выборки для проведения исследований в обоих случаях были очень маленькими: в одном испытании участвовал 81 взрослый, во втором — 60 детей). Власов также указывает, что не доказана и безопасность кагоцела, содержащего в качестве действующего вещества, в частности, госсипол, который является токсичным веществом и может длительно угнетать сперматогенез у мужчин. Производители кагоцела утверждают, что он безопасен, и в подтверждение приводят данные экспериментов о мышах, однако в действительности экстраполировать результаты таких экспериментов на людей нельзя.
Ингавирин — препарат для лечения гриппа и других ОРВИ — содержит то же действующее вещество (имидазолилэтанамид пентандиовой кислоты, он же витаглутам), что и дикарбамин — препарат для стимуляции лейкопоэза у пациентов, получающих противораковую терапию. Механизм действия ингавирина недостаточно изучен, данные относительно его противовирусной активности, полученные в доклинических исследованиях, противоречивы (в культуре клеток ингавирин не обнаруживает противовирусной активности, однако в опытах на мышах он проявлял противовирусное действие). Публикации в научной литературе, подтверждающие заявленный в инструкции механизм действия, отсутствуют. Фармакокинетика ингавирина не изучена — по данным производителя, это связано с тем, что в рекомендуемых дозах определение концентрации этого препарата в плазме крови доступными методиками невозможно. Побочные действия препарата в клинических испытаниях почти не наблюдались. В зарубежных исследованиях ингавирин и его действующее вещество не изучались. Эффективность ингавирина при лечении гриппа и других ОРВИ не доказана. В 2016 году отмечалось, что по ингавирину имеется одно исследование уровня доказательности В и семь исследований уровня доказательности С.
Лаэтрил (амигдалин) активно продаётся на территории Российской Федерации, Украины и Казахстана как средство «альтернативной онкологии», которое может использоваться для профилактики и лечения всех видов рака; какое-то время он широко продавался и в западных странах. Исследований, подтверждающих его эффективность, не существует. FDA не только не одобрило лаэтрил к применению, но и часто ссылается на него как на пример медицинского мошенничества.
Анаферон относится к гомеопатическим средствам и не может иметь терапевтической эффективности. Комиссия по борьбе с лженаукой и фальсификацией научных исследований при Президиуме РАН в своём меморандуме «О лженаучности гомеопатии» относит анаферон к «скрытой гомеопатии», поскольку производитель не информирует потребителя о том, что входящие в состав препарата вещества находятся в нем в гомеопатических дозах. В частности, препарат «Анаферон детский» содержит, согласно его описанию, «антитела к гамма интерферону человека, аффинно очищенные — 0,003 г»; в описании также поясняется, что этот препарат — «активная форма с содержанием не более 10-16 нг/г действующего вещества». С учётом всех указанных чисел и единиц измерения получается, что в таблетке нет и одной молекулы каких-либо антител к интерферону или какого бы то ни было другого действующего вещества. Препарат по сути состоит только из вспомогательных веществ: лактозы моногидрата, целлюлозы микрокристаллической и магния стеарата. При этом доказательств пользы антител к интерферону при профилактике или лечении гриппа и ОРВИ (для лечения и профилактики которых используется анаферон) не существует. По данным за 2016 год по анаферону было зарегистрировано 5 публикаций с низким уровнем доказательности (уровнем доказательности С). В 2018 году производящая анаферон компания «Материа Медика Холдинг» получила антипремию от Министерства образования и науки Российской Федерации за «самый вредный лженаучный проект».

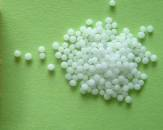
Оциллококцинум

Оциллококцинум представляет собой гомеопатический препарат концентрации 200C (10−400) исходного экстракта (экстракта печени и сердца «барбарийской утки» — название птицы не соответствует действующей научной терминологии, имеется в виду мускусная утка). Учитывая величину числа Авогадро (~6⋅1023 моль−1), такое высокое разведение исключает с практической точки зрения наличие хотя бы одной молекулы действующего вещества во всех изготовленных производителем гранулах, вместе взятых. Например, одна молекула, «разведённая» во всей Вселенной, будет приблизительно соответствовать гомеопатическому разведению всего лишь 40С. 200С будет соответствовать одной молекуле на примерно 10320 Вселенных. По данным метаанализа 2007 года, оциллококцинум не эффективнее плацебо. В кокрановском обзоре шести исследований действия оциллококцинума был сделан вывод, что доказательства пользы оциллококцинума при профилактике или лечении гриппа и гриппоподобных заболеваний отсутствуют: разницы между эффектом препарата и эффектом плацебо не было. В 2007 году в обзоре систематических обзоров, посвящённом профилактике гриппа и опубликованном в журнале Respiratory Medicine, отмечалось, что популярность гомеопатического оциллококцинума не подтверждается доказательными данными. В 2010 году FDA включило препарат оциллококцинум компании «Буарон» в список мошеннических продуктов (англ. Fraudulent Products List).
Панкреатин (мезим-форте, фестал) — препарат, который должен восполнять дефицит ферментов поджелудочной железы, компенсируя недостаточность внешнесекреторной функции поджелудочной железы и улучшая переваривание пищи, — содержит панкреатические ферменты: амилазу, липазу и протеазы. В связи с этим В. Власов заявляет о неэффективности панкреатина: «Влияние ферментов на организм до сих пор полностью не изучено. Мезим-форте, равно как и панкреатин, является препаратом массового спроса, соответственно, подходит всем, а значит, не подходит никому. Если у человека есть заболевание — недостаточность конкретного фермента, — его нужно лечить конкретным ферментом. Не может быть так, чтоб всем без исключения не хватало одного-единственного фермента, который всем бы сразу помог», а президент Объединения организаций работодателей медицинской и микробиологической промышленности Украины Валерий Печаев утверждает, что в мезим-форте отсутствует кишечнорастворимая оболочка, по причине чего ферменты, содержащиеся в нём, растворяются кислотой в желудке и не дают никакого терапевтического эффекта.
Милдронат (мельдоний) представляет собой препарат с неясным механизмом действия. Качественные клинические испытания, которые подтверждали бы его эффективность, отсутствуют. Препарат не используется ни в одной из западных стран.
Кокарбоксилаза, рибоксин активно используются в России в различных областях медицины: в кардиологии, акушерстве, неврологии, интенсивной терапии, — однако не применяются в развитых странах. Серьёзные клинические испытания они не проходили, а утверждение, будто они улучшают обмен веществ, помогают от многих болезней и усиливают действие других препаратов, свидетельствует об их неэффективности: как отмечает в связи с этим президент Общества специалистов доказательной медицины Кирилл Данишевский, «если лекарство помогает от всего, на самом деле не помогает ни от чего».
Тромбовазим — препарат, предназначенный для растворения тромбов, — представляет собой, по утверждению его разработчиков, «первый в мире тромболитик в таблетках». Павел Воробьёв указывает в связи с этим, что «представленный материал выглядит сомнительно. Тромболитик обычно вводится внутривенно, иногда даже внутрь тромба, и представить себе всасывание такого вещества с наличием биохимической мишени трудно. Как и то, что облученный чем-либо порошок из растений получает новые сверхъестественные свойства» (тромбовазим изготавливается из растительного сырья, которое при этом обрабатывают пучком электронов).
Терапевтическое действие хондропротекторов — хондроитина, глюкозамина и гиалуроновой кислоты — не доказано. На Западе хондропротекторы считаются биологически активными добавками, а не лекарствами. Самое большое и хорошо организованное исследование, проведённое в США в 2002—2006 годах, не выявило статистически значимой средней эффективности глюкозамина и сочетания глюкозамина/хондроитина по сравнению с плацебо, за исключением подгруппы пациентов с более сильной болью, для которых сочетание глюкозамина/хондроитина показало небольшое отклонение в сторону улучшения состояния. В 2010 году в BMJ был опубликован метаанализ, показавший, что по сравнению с плацебо глюкозамин, хондроитин и их сочетание не уменьшают боль в суставах и не влияют на сужение суставной щели. Метаанализ, опубликованный в 2007 году в Annals of Internal Medicine, показал, что симптоматическая польза от применения хондроитина минимальна или отсутствует. В 2014 году Международное общество по изучению остеоартроза (OARSI) на основании научных данных отнесло глюкозамин и хондроитин к неподходящим для терапии суставов препаратам. По данным систематического обзора и метаанализа, опубликованного в 2012 году в Annals of Internal Medicine, внутрисуставные инъекции гиалуроновой кислоты приносят небольшую, клинически несущественную пользу и обусловливают значительный риск серьёзных побочных явлений. Согласно кокрановскому обзору 2015 года, не существует доказательств эффективности гиалуроновой кислоты при остеоартрите голеностопного сустава: имеющиеся клинические испытания применения гиалуроновой кислоты при этом заболевании низкокачественные (малое число участников).
Валидол содержит в себе мяту и по сути не является лекарственным средством. Применение валидола при сердечных приступах вместо нитроглицерина может привести к тому, что человек госпитализируется с инфарктом в больницу.

### Фитопрепараты
Настойки боярышника, пустырника, валерианы и др. бесполезны при ишемической болезни сердца. У настоек пустырника и валерианы был найден лишь успокаивающий эффект, причём крохотный. Как правило, эти настойки содержат более 60 % этилового спирта, а у больных стенокардией алкоголь ухудшает состояние. Систематические обзоры показали, что валериана не является эффективной при бессоннице, как и некоторые другие фитопрепараты (ромашка, кава, используемый в традиционной китайской медицине препарат Wuling San Wan). В кокрановском обзоре был сделан вывод, что нет достаточных доказательств эффективности валерианы при тревожных расстройствах.
Канефрон H, применяющийся для лечения различных заболеваний мочевыделительной системы (содержит траву золототысячника, порошок корня любистка, порошок листьев розмарина и др.), представляет собой по сути БАД, терапевтическое действие препарата не подтверждено клиническими испытаниями.
Продукты и препараты из клюквы используются для профилактики и лечения инфекций мочевыводящих путей. Однако убедительные доказательства того, что клюква может предотвратить или лечить инфекции мочевыводящих путей, отсутствуют. Кокрановский обзор показал, что продукты и препараты из клюквы (клюквенный сок, клюквенный концентрат, таблетки и капсулы, содержащие экстракт клюквы) существенно не снижают частоту симптоматических инфекций мочевыводящих путей по сравнению с плацебо, водой или отсутствием лечения. Кроме того, во многих исследованиях, вошедших в обзор, сообщалось о низком соблюдении режима приёма и частых отказах от применения продуктов из клюквы, что было связано со вкусовыми качествами или степенью приемлемости этих продуктов, в первую очередь клюквенного сока. В большинстве исследований таблеток и капсул, содержащих экстракт клюквы, не сообщалось, сколько действующего вещества включают эти таблетки и капсулы, — следовательно, они могут включать недостаточно действующего вещества, чтобы быть эффективными.
К фитопрепаратам с недоказанной эффективностью относятся и некоторые препараты, используемые в качестве муколитических средств. Например, среди средств от кашля пользуются большой популярностью травяные сборы, содержащие экстракты листьев плюща (Hedera helix). Систематический обзор исследований применения препаратов плюща при острых инфекциях верхних дыхательных путей обнаружил серьёзные методологические недостатки этих исследований и отсутствие плацебо-контроля в большинстве из них. Систематический обзор применения экстрактов листьев плюща при лечении хронической обструкции дыхательных путей у детей, страдающих бронхиальной астмой, тоже обнаружил нехватку качественных исследований. В систематическом обзоре десяти РКИ применения шести различных фитопрепаратов при остром и хроническом риносинусите был сделан вывод, что доказательства эффективности любых лекарственных трав при лечении риносинусита ограничены, особенно при хроническом риносинусите.
Эхинацея является широко продаваемым растительным препаратом, используемым в основном для лечения и профилактики простуды и гриппа. Данные об отрицательных результатах крупных клинических испытаний оказали лишь умеренное и временное влияние на популярность и продажи этой травы. Утверждения, что эхинацея «укрепляет» иммунную систему или полезна при инфекциях, не основаны на каких-либо убедительных клинических доказательствах. Существует множество небольших и плохо контролируемых исследований действия эхинацеи, показывающих неоднозначные результаты. Даже более крупные и в некоторой степени контролируемые исследования дают неоднозначные результаты, но результаты крупнейших и наиболее контролируемых исследований отрицательны. Согласно данным кокрановского обзора, эхинацея не эффективна для предотвращения или лечения простуды.
Также сомнительна роль женьшеня в предотвращении простуды. Метаанализ применения препарата с женьшенем, популярного для профилактики простуды в Канаде, показал противоречивые результаты с большим количеством проблем, в числе которых подтасовка анализов для достижения статистически значимых результатов.
Экстракты гинкго билоба, издавна использовавшиеся в китайской народной медицине, широко назначают для лечения ряда состояний, включая проблемы с памятью и концентрацией внимания, спутанность сознания, депрессию, беспокойство, головокружение, шум в ушах и головную боль. Тем не менее отсутствуют доказательные данные, подтверждающие эффективность гинкго билоба при использовании его по каким бы то ни было показаниям. Согласно данным кокрановского обзора 2007 года, доказательства того, что гинкго билоба имеет предсказуемую и клинически значимую пользу при лечении людей с деменцией или когнитивными нарушениями, противоречивы и неубедительны. Кокрановский метаанализ, опубликованный в 2009 году и включающий 36 исследований, показал, что убедительные доказательства клинически значимых эффектов гинкго билоба при лечении деменции и когнитивных нарушений отсутствуют. Экстракт гинкго билоба оказался неэффективным в отношении снижения риска общей заболеваемости деменцией и риска заболеваемости болезнью Альцгеймера. Есть данные систематического обзора и метаанализа, опубликованного в 2012 году и показавшего, что гинкго билоба не оказывает положительного воздействия на когнитивные функции у здоровых людей. Отсутствуют и данные, подтверждающие защитное действие гинкго билоба при сердечно-сосудистых заболеваниях и инсульте. Гинкго не снижает давление у пациентов с артериальной гипертензией и нормотензией. Его полезность при перемежающейся хромоте, большом депрессивном расстройстве, симптомах менопаузы, при мигрени, при тиннитусе, а также для профилактики острой горной болезни не доказана. При этом, согласно американскому Национальному опросу о состоянии здоровья в 2007 году, гинкго входил «в десятку лучших натуральных продуктов, используемых американцами». Гинкго не одобрен для медицинского применения в США и продаётся там только в качестве биологически активной добавки, но является одним из наиболее часто назначаемых лекарственных препаратов в Европе.
Силимарин — экстракт расторопши пятнистой (Silybum marianum), растения из семейства сложноцветных, — является наиболее часто применяемым из гепатопротекторов растительного происхождения. Силимарин продаётся под такими торговыми наименованиями, как «Карсил», «Дарсил», «Легалон», «Здравушка», «Гепабене» и др. Он широко используется и в развитых странах. Однако клиническая эффективность силимарина не подтверждена по причине недостатка качественных клинических испытаний. Так, не получены данные о его эффективности при остром гепатите C, хронических гепатитах C и B, алкогольных и лекарственных поражениях печени, первичном билиарном циррозе, а при остром вирусном гепатите В большинство доказательных исследований не выявило статистически значимых различий между силимарином и плацебо по показателям функции печени и параметрам коагулограммы.
Не доказана эффективность при заболеваниях печени и ряда других гепатопротекторов растительного и животного происхождения, в частности глицирризина, экстракта листьев артишока, масла семян тыквы, экстракта зверобоя продырявленного, препаратов, полученных из экстракта печени крупного рогатого скота (сирепар, гепадиф). Препараты, полученные из экстракта печени крупного рогатого скота, и такие растительные гепатопротекторы, как Лив.52 и многокомпонентные препараты из китайских и индийских трав, при острых заболеваниях печени могут усиливать выраженность цитолитического и мезенхимально-воспалительного синдромов. Кроме того, существует проблема межэтнического генетического полиморфизма метаболизма, предопределяющего разную реакцию организма на растительные вещества у представителей разных рас. По этой причине растения, эффективные у представителей азиатской популяции, могут оказывать другое действие у европеоидов. Применение же препаратов, полученных из печени крупного рогатого скота, связано с повышением риска заражения пациента прионовой инфекцией, вызывающей фатальное нейродегенеративное заболевание — губчатую энцефалопатию (болезнь Крейтцфельдта — Якоба).

### Вакцины
ЭпиВакКорона позиционируется разработчиками как однокомпонентная пептидная вакцина против COVID-19. В состав вакцины входят искусственно синтезированные антигены, копирующие участки S-белка коронавируса. По замыслу разработчиков, в ответ на них в организме вакцинированного должна происходить выработка антител, которые впоследствии смогут связываться с живым вирусом и нейтрализовывать его. Доказанной эффективности против коронавируса «ЭпиВакКорона» не имеет. Третья и четвёртая фаза клинических испытаний были завершены в августе 2021 года, однако их результаты опубликованы не были. Данные нескольких проведённых в России независимых исследований показали, что «ЭпиВакКорона» не имеет защитной эффективности против коронавирусной инфекции. Неэффективность «ЭпиВакКороны» была признана большим числом российских и зарубежных учёных.

## Препараты и группы препаратов, обладающие недостаточной эффективностью или широко применяемые не по показаниям
Кокрановский обзор 2014 года показал низкую эффективность при гриппе широко используемых для его профилактики и лечения препаратов — Тамифлю (осельтамивира) и релензы (занамивира): применение этих препаратов приводило лишь к небольшим преимуществам в облегчении симптомов гриппа, а именно сокращению продолжительности симптомов в среднем на полдня; в обзоре также подчёркивалось, что нет доказательств заметного снижения количества госпитализаций и серьёзных осложнений гриппа при приёме данных препаратов. Ещё в 2009 году систематический обзор и метаанализ, опубликованный в The Lancet Infectious Diseases, обнаружил низкую эффективность осельтамивира при лечении сезонного гриппа: оказалось, что препарат уменьшает продолжительность симптомов у здоровых пациентов (то есть у пациентов без других заболеваний) в среднем на 0,5 дня и на 0,74 дня у пациентов из группы риска, если лечение начато в первые часы после контакта с больным. Авторы метаанализа 2013 года пришли к выводу, что польза осельтамивира и занамивира для здоровых людей не перевешивает риски, а также что эти препараты не снижают риск осложнений у пациентов с факторами риска развития осложнений гриппа. Другой метаанализ того же года обнаружил, что осельтамивир не снижает риск госпитализации и тех или иных осложнений. Однако, по данным метаанализа 2014 года, осельтамивир эффективен для профилактики гриппа на индивидуальном и домашнем уровнях. Один из основателей «Кокрановского сотрудничества» Петер Гётше обвинял компанию Roche, производящую осельтамивир, в скрытии большей части данных её клинических испытаний действия препарата. Гётше указывает, что осельтамивир уменьшает продолжительность гриппа менее чем на сутки, чего можно добиться и с помощью куда более дешёвых препаратов, таких как аспирин и парацетамол, и что компания скрывала информацию о тяжёлых побочных действиях препарата «настолько глубоко, что исследователи из Кокрейновского Сотрудничества не имели возможности сообщить о них в своем кокрейновском обзоре»:53—54.
Адельфан-эзидрекс и кристепин — комбинированные препараты, включающие в себя три активных вещества, широко применяющиеся в России и не используемые в западных странах. Данные препараты являются устаревшими, недостаточно эффективными и обладают очень значительными побочными действиями.
Корвалол содержит действующие вещества в очень небольшом количестве: в данном препарате содержится много этилового спирта, немного фенобарбитала и ещё несколько веществ. Как сам корвалол, так и его аналоги (например, валокордин) могут помочь при кардионеврозах и бесполезны при стенокардии. Корвалол и валокордин зарегистрированы в качестве сердечного средства, но в действительности обладают лишь седативным эффектом. В случае серьёзного заболевания корвалол может маскировать симптомы, что опасно при длительном употреблении. Применение его при психовегетативных расстройствах может приводить к уменьшению вегетативных симптомов, но не устраняет вызвавшие их причины. При этом длительное применение корвалола приводит к постепенному снижению его терапевтического действия, к наркотической зависимости и ряду других психических расстройств и соматических заболеваний.

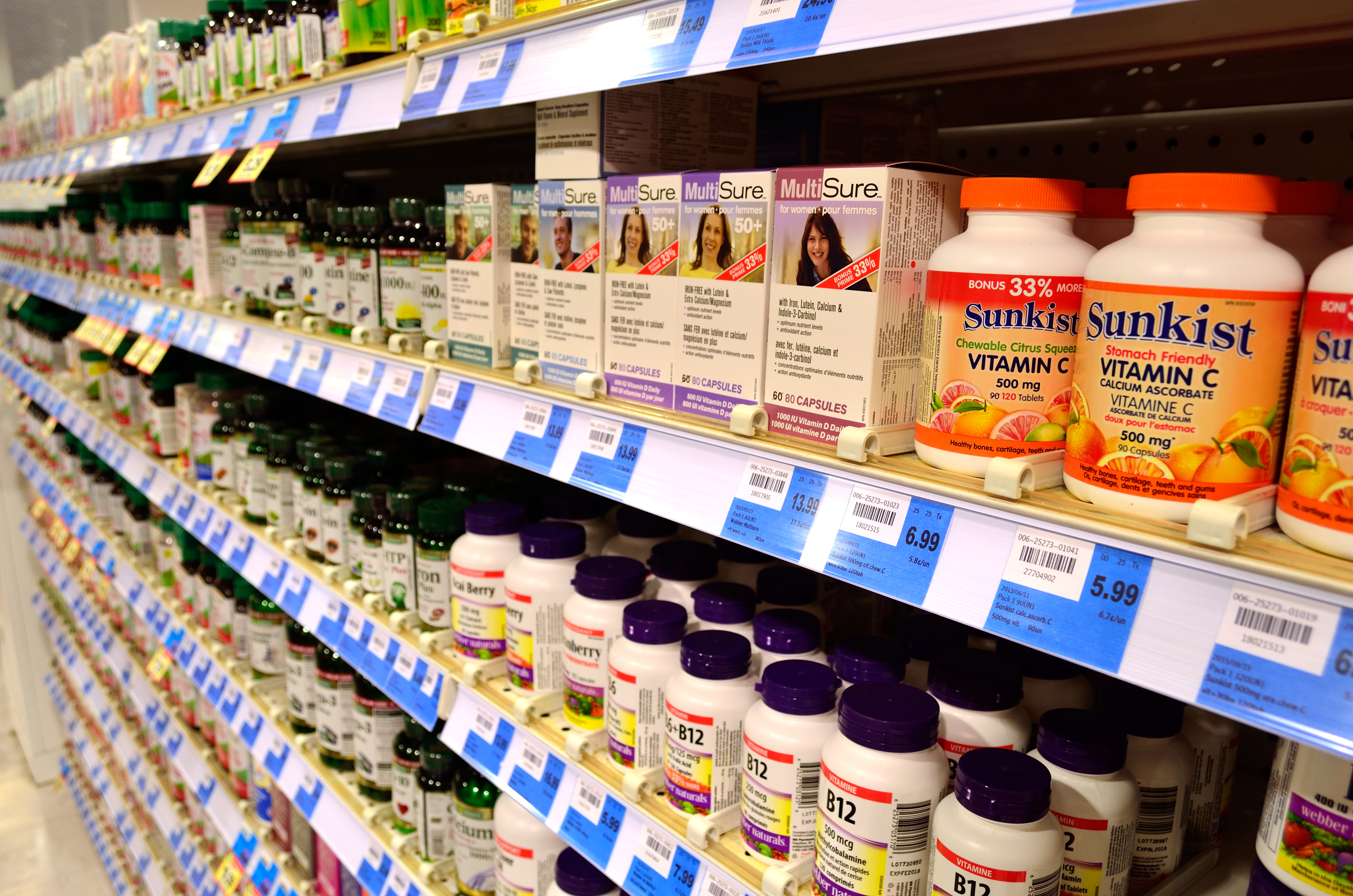
Витаминные добавки в продаже

Некоторые из витаминов и микроэлементов полезны при определённых состояниях (например, приём витаминов необходим пациентам с серьёзными заболеваниями ЖКТ и иногда истощённым; беременным женщинам следует принимать фолиевую кислоту и кальций; некоторым женщинам — витамин A и железо; детям до 2 лет при кори полезен витамин A; витамин C полезен при пневмонии и тем, кто ест мало овощей и фруктов; применение витамина D и кальция снижает риск переломов у пожилых людей). Тем не менее витамины назначаются в России излишне часто, в слишком больших количествах и без показаний, во многих случаях здоровым людям. Витаминные добавки не заменяют здорового питания: ежедневное потребление свежих овощей и фруктов, рыба, растительные жиры, молочные продукты намного полезнее применения витаминов. По данным ряда исследований, опубликованных в наиболее авторитетных журналах (в частности, Circulation, New England Journal Of Medicine), длительный приём поливитаминов не только не приводит к улучшению прогноза для жизни, но и, по-видимому, повышает риск инфарктов и некоторых онкологических заболеваний, в том числе рака лёгких. Согласно данным исследования специалистов Национального института онкологии США, опубликованного в 2007 году, у мужчин, принимавших поливитамины, вероятность смерти от рака простаты была в два раза выше, чем у тех, кто их не принимал. Отдельной проблемой является излишне частое назначение витаминных и минеральных комплексов беременным женщинам, во многих случаях бесполезных, а порой и вредных при беременности.
Распространена практика применения высоких (иногда очень высоких) доз аскорбиновой кислоты для лечения многих болезней. В частности, считается, что при простуде полезно принимать большие дозы аскорбиновой кислоты. В действительности основное показание к применению витамина C — цинга, какое бы то ни было другое терапевтическое действие у аскорбиновой кислоты отсутствует или не доказано. Также препараты, содержащие аскорбиновую кислоту, могут использоваться для профилактики гиповитаминоза в ситуациях, когда имеется повышенная потребность в этом витамине либо же невозможно его достаточное потребление с пищей. Кроме того, известно, что приём больших доз витамина С может вызывать образование камней в почках, а порой и приводить к симптомам цинги (так как большие дозы витамина С вызывают активизацию ферментных систем, ответственных за его разрушение).
Частое утверждение, что биологически активные добавки с антиоксидантами (к антиоксидантам относятся, в частности, витамин C, витамин E, бета-каротин и фолиевая кислота) очень полезны для здоровья и могут продлевать жизнь, ошибочно и не доказано клиническими исследованиями. Напротив, ряд исследований доказал, что такие добавки могут быть опасны для здоровья. Например, в исследовании, охватившем 29 133 курильщиков в возрасте от 50 до 60 лет, заболеваемость раком лёгких была выше в группе, принимавшей биологически активные добавки с бета-каротином. В другом исследовании с участием женщин, вступивших в период постменопаузы, заболеваемость раком груди оказалась выше в группе, принимавшей фолиевую кислоту. Исследование с участием 35 533 здоровых мужчин показало, что у тех, кто принимал добавки с витамином E и селеном, риск рака простаты повышался на 17 %. А обзор 2012 года, охвативший 27 клинических испытаний эффективности различных антиоксидантов, показал, что в десяти исследованиях здоровье участников, принимавших антиоксиданты, ухудшалось, у этих пациентов была повышена заболеваемость раком лёгких и раком груди, в десяти исследованиях антиоксиданты не улучшали и не ухудшали здоровье пациентов по сравнению с плацебо и только в семи исследованиях приём добавок оказался полезен. По данным кокрановского обзора 2020 года, витамин С повышает заболеваемость раком лёгких у женщин, а витамин Е повышает риск геморрагических инсультов. Нет сомнения, что в невысоких дозах экзогенные антиоксиданты могут быть полезны, однако высокие дозы экзогенных антиоксидантов могут нарушить окислительно-восстановительный баланс, и антиоксиданты, содержащиеся в овощах и фруктах, намного полезнее биологически активных добавок.
У пробиотиков есть доказанные полезные эффекты, но они значительно скромнее, чем те, что декларируются в рекламе. Популярные представления о значимости и распространённости такого состояния, как дисбактериоз кишечника, неверны (в действительности нормальная кишечная флора даже при применении мощных антибиотиков обычно не вытесняется патогенной, после прекращения приёма антибиотиков она самостоятельно восстанавливается в том же составе), неверны и представления о том, что специально выращенные полезные культуры (в виде препаратов-пробиотиков или живых йогуртов) могут колонизовать кишечник: чуждые бактерии, содержащиеся в таких препаратах или йогуртах, могут поселиться в кишечнике лишь временно. Дело в том, что уже вскоре после рождения человека первые бактерии, поселяющиеся в кишечнике, влияют на экспрессию генов кишечного эпителия таким образом, чтобы сформировать подходящие для себя условия обитания, и сформированная таким образом экосистема в дальнейшем оказывается непригодной для колонизации посторонними бактериями, так что бактерии, содержащиеся в пробиотиках и йогуртах, неизбежно будут вытесняться флорой, поселившейся в кишечнике человека в первые дни его жизни. Тем не менее при ряде состояний пробиотики могут быть в какой-то степени полезны — например, при некоторых диареях, непереносимости лактозы или (предположительно, но не доказано) в некоторых случаях для активизации иммунного ответа. Однако даже в лечении тех заболеваний, при которых пробиотики оказываются полезными, они являются лишь вспомогательными лечебными средствами, и полезны при этих заболеваниях, как правило, лишь конкретные препараты группы пробиотиков, а не группа пробиотиков в целом. К тому же с применением пробиотиков связан риск осложнений: опасность инфекционных осложнений, возможность продукции вредных метаболитов, чрезмерная иммунная стимуляция с риском аллергических реакций и др.

## Препараты с противоречивыми данными об эффективности
Ряд исследований показывает эффективность антидепрессантов при лечении депрессии. Например, по данным обзора 1997 года, СИОЗС превосходят плацебо при лечении большого депрессивного расстройства, а согласно данным метаанализа 2005 года, СИОЗС и ТЦА превосходят плацебо при их применении у пациентов с депрессией. Однако в некоторых исследованиях подвергается сомнению эффективность антидепрессантов либо же утверждается, что их эффективность мала. В частности, систематический обзор 131 рандомизированного плацебо-контролируемого испытания действия СИОЗС, опубликованный в 2017 году, показал, что риск смещения во всех испытаниях был высок и что клиническое значение их представляется сомнительным. Как заключают авторы обзора, возможный небольшой положительный эффект СИОЗС, по-видимому, перевешивается серьёзными побочными эффектами. По данным сделанного в 2008 году анализа, охватившего как опубликованные, так и неопубликованные исследования действия 12 антидепрессантов, 94 % из публиковавшихся ранее испытаний показали преимущество антидепрессантов в сравнении с плацебо; однако, рассмотрев результаты и публиковавшихся, и не публиковавшихся испытаний, авторы анализа обнаружили, что лишь около 51 % из них демонстрируют преимущество в сравнении с плацебо. Из 74 рассмотренных исследований только 38 имели положительные результаты, и почти все они были опубликованы. Исследования же с отрицательными или сомнительными результатами оказались по преимуществу либо не опубликованными (22 исследования), либо опубликованными с искажением результатов, в результате чего они представали как позитивные (11 исследований).
Ирвинг Кирш, известный американский психолог, произведя анализ ряда клинических исследований антидепрессантов (в том числе тех из них, данные о которых не попали в печать, так как в них были получены нежелательные результаты), обнаружил, что результаты большинства исследований являются отрицательными. Средняя разница между препаратами и плацебо составила лишь 1,8 балла по шкале Гамильтона (шкале, широко используемой для оценки симптомов депрессии) — разница хоть и значимая статистически, но бессмысленная клинически. Тем не менее, поскольку исследования с положительными результатами широко публиковались, а исследования с отрицательными результатами скрывались, общественность и медицинские работники пришли к убеждению, что эти препараты являются высокоэффективными антидепрессантами.
Британский психиатр, профессор психологической медицины в университете Кардиффа Дэвид Хили подвергал критике позицию, при которой «относительно скромное преимущество по сравнению с плацебо в отобранном числе клинических исследований означает, что антидепрессанты работают». Как заявляет Хили, «…Ложным представляется подход, когда из 10 пациентов берут 5, отвечающих на эти антидепрессанты, и сравнивают с 4, отвечающими на плацебо, оценивая преимущество по данным рейтинговой шкалы, и заключают, что препарат работает».
Петер Гётше подвергает сомнению качество клинических исследований эффективности антидепрессантов, отмечая, что в ряде исследований плацебо отличалось от активного препарата по физическим характеристикам, таким как текстура, цвет и толщина; что плацебо в подавляющем большинстве исследований действия антидепрессантов не имело побочных эффектов и благодаря отсутствию побочных эффектов пациенты в исследованиях могли подозревать, что принимают не лекарство, а плацебо. Согласно выводам Гётше, истинная разница в улучшении состояния при использовании антидепрессантов и плацебо, видимо, значительно меньше, чем заявляемые в официальных результатах исследований 10 процентов, так как существуют доказательства, что двойное слепое исследование, в котором «ослепление» является недостаточным, может приводить к весьма существенному преувеличению эффективности препаратов.
По другим данным, разница в действии плацебо и антидепрессантов группы СИОЗС оказалась клинически значимой лишь при очень тяжёлой депрессии; их эффект при депрессивных эпизодах лёгкой и средней степени был мал или вовсе отсутствовал по сравнению с плацебо. Согласно результатам мета-анализа, проведённого Ирвингом Киршем и соавторами, разница между антидепрессантами и плацебо достигала клинического значения лишь при очень тяжёлой депрессии (при более чем 28 баллах по шкале Гамильтона). Кирш обратил внимание и на тот факт, что некоторые препараты, не являющиеся антидепрессантами (опиаты, седативные средства, стимуляторы, растительные лекарственные средства и др.), оказывают при депрессии такое же действие, как и антидепрессанты. Обнаружив, что почти любая таблетка с побочными эффектами была несколько более эффективной при лечении депрессии, чем инертное плацебо, Кирш выдвинул гипотезу, что наличие побочных эффектов позволяло пациентам, участвовавшим в исследованиях, догадаться, что они получают активное лечение, а не плацебо, и эта догадка, как подтвердили интервью с пациентами и врачами, в некоторых случаях приводила к улучшению состояния. По-видимому, причина того факта, что антидепрессанты, похоже, работают лучше при купировании тяжёлой депрессии, чем в менее тяжёлых случаях, состоит в том, что пациенты с тяжёлыми симптомами, скорее всего, получают более высокие дозы и, соответственно, испытывают больше побочных эффектов.
Систематизированный обзор 29 опубликованных и 11 неопубликованных клинических исследований (авторы обзора — C. Barbui, T. Furukawa, A. Cipriani, 2008) показал, что один из наиболее популярных и часто назначаемых антидепрессантов — пароксетин не превосходит плацебо в отношении общей эффективности и переносимости лечения. Данные результаты не были искажены выборочным отбором опубликованных исследований.
Исследователи подвергают сомнению эффективность не только антидепрессантов, но и некоторых других психофармакологических средств. Так, по утверждению известного итальянского психиатра профессора Марио Мая, неприятные тенденции в области исследования биполярных расстройств заключаются в пристрастности в пользу новых нормотимиков по сравнению с традиционными (главным образом с литием): в некоторых исследованиях уровень лития в крови был слишком низок, и потому неудивительно, что у этих пациентов отмечались худшие результаты лечения, чем у тех, кто получал новые психотропные средства; в нескольких отчётах о клинических исследованиях делался акцент на вторичных свойствах препаратов (например, отсутствии побочных эффектов), в результате чего исследования оценивались как позитивные, хотя по своему основному действию препарат не отличался от плацебо.
Как отмечает B. Vastag, репортёр The Washington Post, для одобрения использования восьми атипичных нейролептиков было проведено 24 исследования — но четыре из этих исследований не были опубликованы в профессиональных журналах, и все четыре оказались не в пользу препаратов. Три из неопубликованных исследований показали, что новые препараты действуют не лучше, чем плацебо; два из этих трёх касались абилифая (арипипразола), и один — геодона (зипрасидона).

## Причины применения препаратов с недоказанной эффективностью
- Контроль фармацевтических компаний над проведением рандомизированных контролируемых испытаний, который приводит к искажению их результатов[12]:98—99.
- Финансовая заинтересованность врачей и чиновников: «откаты» от фармацевтических компаний врачам за выписанные препараты[93] и представителям органов управления здравоохранения за закупки препаратов для нужд стационаров и для амбулаторного обеспечения «льготных категорий граждан»[35].
- Отсутствие у российских врачей достоверной информации об эффективности препаратов: публикации в российских научных журналах по большей части оплачены фармацевтическими компаниями[93].
- Высокая прибыльность при продаже некоторых препаратов с недоказанной эффективностью: так, наценки на БАДы в РФ выше, чем на настоящие лекарства, и не регулируются законодательством; интерес к изготовлению БАДов проявляют крупные фармацевтические компании, поскольку прибыльность их производства достигает 1000% и более[35].
- Лёгкость регистрации лекарственных препаратов[12]:89[22][38] (система регистрации лекарственных препаратов в РФ отличается очень низкими стандартами проверки качества[22]; в США и Евросоюзе более жёсткая система оценки эффективности и безопасности лекарств[2], тем не менее в ряде западных стран достаточно двух плацебо-контролируемых испытаний для доказательства эффективности препарата и его одобрения к применению[12]:189).
- Бесконтрольная реклама неэффективных препаратов: законодательство в РФ запрещает рекламу в СМИ рецептурных лекарственных средств, поэтому в СМИ рекламируются только безрецептурные препараты либо даже средства, к лекарственным препаратам не относящиеся (БАДы, гомеопатия)[38].

## Сокрытие Министерством здравоохранения РФ данных об экспертизе лекарств
В 2019 году Российская академия наук обвинила Министерство здравоохранения РФ в сокрытии экспертных заключений о клинических исследованиях лекарственных средств. Как отмечала РАН, Минздрав не публикует на своём сайте экспертных заключений о клинических испытаниях лекарственных препаратов, продающихся на российском рынке, хотя эта обязанность Минздрава РФ прописана в федеральном законе «Об обращении лекарственных средств»: Минздрав обязан указывать, на основании чего было принято решение об эффективности и безопасности препаратов и, соответственно, об их допуске на рынок.
Чиновник Минздрава РФ Карен Саканян в связи с этим обвинением утверждал, что в закрытой части сайта Минздрава данная информация публикуется почти сразу после того, как поступает информация о государственной регистрации препарата, и прочитать заключения на препараты имеет право лишь их производитель. По утверждению Минздрава, данные экспертизы не могут публиковаться в открытом доступе, так как это нарушило бы коммерческую тайну. Вице-президент РАН и куратор комиссии РАН по противодействию фальсификации научных исследований Алексей Хохлов отметил некорректность публикации заключений о препаратах в таком виде, указав, что «в сложившейся законодательной практике размещение в сети интернет не может быть интерпретировано иначе, чем размещение открытых общедоступных сведений».